# Ceranthia tristella
Ceranthia tristella là một loài ruồi trong họ Tachinidae.